# Dingaka
Dingaka  (Brasil: Dingaka ) é um filme sul africano de 1965, do gênero drama, dirigido e  roteirizado por Jamie Uys, música de  Eddie Domingo, Bertha Egnos e Basil Gray.		

## Sinopse
Nativo africano vinga a morte de sua filha em um costume tribal, e é levado a julgamento sobre leis governamentais, onde a justiça para os negros não existe.

## Elenco
- Stanley Baker ....... Tom Davis
- Juliet Prowse ....... Marion Davis
- Ken Gampu ....... Ntuku Makwena
- Bob Courtney ....... Capelão da prisão
- Gordon Hood ....... Promotor
- Alfred Jabulani ....... Mpudi
- Paul Makgoba ....... Masaba
- Daniel Marolen ....... Padre
- Sophie Mgcina ....... Solita do coro
- George Moore ....... Secretário legal de assistência
- Flora Motaung ....... Rurari
- Siegfried Mynhardt ....... Juiz
- Hugh Rouse ....... Comissário Bantu
- Jimmy Sabe ....... Líder cantor
- John Sithebe ....... Doutor feiticeiro
- Simon Swindell ....... Doutor
- Thandi ....... Letsea
- Willem Botha